# Mur de la Démocratie
Le mur de la Démocratie (chinois : 西单民主墙 ; pinyin : Xīdān Mínzhǔ Qiáng) est un mur de briques le long de la rue de Xidan (chinois : 西单北大街 ; pinyin : Xīdān Běi Dàjiē) dans le centre de Pékin, à l'ouest de la place Tian'anmen, où sont collés entre novembre 1978 et décembre 1979 les affiches manuscrites ou dazibao des discussions politiques ouvertes après la fin de la période maoïste et la défaite de la bande des Quatre. Le mouvement autour de ce lieu où jusque-là sont affichées des petites annonces est d'abord spontané. Il attire une foule nombreuse qui y organise des rassemblements improvisés durant cette période.
On peut notamment lire sur ce mur :
- « Tu es venu enfin, à la fois petit et grand. Tu es la volonté indestructible de huit cents millions de gens. » (éloge de Deng Xiaoping, dirigeant en faveur de la libéralisation du régime)
- « La cinquième modernisation — la démocratie » (célèbre dazibao de Wei Jingsheng en référence aux Quatre Modernisations de Deng Xiaoping)

En janvier 1979, Ren Wanding affiche sur le mur de la Démocratie un manifeste, la Déclaration des droits de l’homme en Chine ce qui lui vaut une reconnaissance immédiate.
Le mouvement est réprimé et le 6 décembre 1979, le mur de la Démocratie est exilé dans le quartier de Chaoyang, loin à l'est, au parc Ritan (chinois : 日坛公园), parc public fermé et payant qui permet un contrôle facile de la fréquentation.